# Halichoeres adustus
Espèce
Statut de conservation UICN

 VU D2 : Vulnérable
Halichoeres adustus est un poisson osseux de petite taille de la famille des Labridae.

## Aire de répartition
Il est endémique à l'île Cocos, les îles Marías, les îles Revillagigedo et aux Galápagos (Pacifique oriental).

## Description et habitat
Cette espèce préfère les fonds rocheux à des profondeurs de 1 à 3 m. Il peut atteindre une longueur totale de 12,5 cm.

## Statut de conservation
L'espèce ne fait face à aucune menace importante au-delà de la collecte occasionnelle pour des aquariums.